# Swami Rameshwarananda Giri Maharaj
Pujya Swami Rameshwarananda Giri Maharaj (Félix Balboa Lezáun. Bilbao, 1968) és un monjo de l'Ordre Monàstica dels Swamis (Dashnami Sampradaya). És el director de l'Escuela de Yoga Vedanta y Meditación, fundador i president de la Fundació Phi i membre de l'Elijah Interfaith Institute.

## Biografia
Swami Rameshwarananda Giri va nàixer a Bilbao el 1968. Quan tenia cinc anys solia acompanyar la seva mare quan feia les seves pràctiques espirituals. Als set anys va entrar dins una escola de hatha ioga on va aprendre diferents disciplines iòguiques com ara l'Asthanga Ioga i el Raja Ioga. Va conèixer al seu primer "perceptor" espiritual el sacerdot jesuïta pare Ochoa l'any 1981 qui es va fer càrrec del seu desenvolupament interior i espiritual.
Als 19 any fou deixeble d'en Swami Ritajananda Maharaj, el llavors president de la Ramakrishna Mission a Europa, que el formà en el camí de l'espiritualitat. Des de llavors es va dedicar a realitzar un procés d'introspecció de coneixement propi mitjançant la contemplació tot buscant l'estat del despertar. A la mort del mestre va continuar la formació amb el Swami Brahmananda Giri, un dels hereus directes del llinatge del Kriya Ioga.
Va rebre els vots monàstics als 25 anys rebent l'encàrrec de tornar a Espanya per difondre els coneixements dels seus mestres. El 1994, va fundar la Escuela de Yoga Vedanta y Meditación i un Centre Vedàntic que dirigeix.
Més tard, el 2009 va fundar la Fundació Phi de la qual és el president. Una fundació dedicada a afavorir i enfortir el desenvolupament del potencial humà i per harmonitzar cos, ment, esperit i medi ambient. Dintre la qual s'ha creat la Universitat de la Consciéncia i el Campus d'IDT, dedicat a la investigació i desenvolupament tecnològic en l'àmbit del desenvolupament sostenible del medi ambient.
Entre d'altres càrrecs és el vicepresident de la Fundació Mediambiental i La meditació i el president de l'associació Transcendence, Foro Interreligioso Internacional. I membre del Elijah Board of World Religious Leaders, institució interreligiosa d'àmbit mundial que realitza trobades periòdiques entre líders espirituals.

## Campus PHI Siete fuentes
Mitjançant la Fundación PHI ha desenvolupat el projecte Campus PHI Siete Fuentes a la Sierra de Gata, sota la muntanya Jálama al mig dels municipis d'Hoyos i d'Acebo, a la província de Càceres. Terreny on encara es conserven restes de l'antic convent franciscà d'Acebo. El 4 de març de 2016 es va col·locar la primera pedra i va ser inaugurat el 17 de setembre de 2018 amb la presència del president de la Junta d'Extremadura Guillermo Fernández Vara. Des de la seva inauguració acull la seu del Fundació PHI i l'Hotel Campus PHI.